# 亚太6号通信卫星
亚太6号通信卫星（英語：Apstar-6）是法国阿尔卡特空间公司制造的一颗静止轨道通信卫星，由香港亚太通信卫星有限公司拥有。2005年4月12日发射升空，定点于东经134度同步卫星轨道。现已被亚太6C卫星取代。

## 概况
亚太6号通信卫星于北京时间2005年4月12日20时0分在中国西昌卫星发射中心发射升空，用于接替亚太一号A通信卫星。卫星采用了法国阿尔卡特空间公司的Spacebus 4000卫星平台，重约4600公斤，设计寿命15年。卫星共有38个C波段转发器和12个Ku波段转发器，其中C波段可覆盖亞洲、大洋洲、太平洋島國地區及美国夏威夷，Ku波段可覆盖中國全境。
自2007年8月1日起，按照中共中央办公厅、国务院办公厅下发的《关于抓紧做好卫星广播电视地面接收设施调整工作的通知》和原国家广电总局的《全国卫星广播电视转星调整总体实施方案》，中国广播电视“村村通”平台、中央境外卫星电视平台及中国远程教育广播转移到亚太六号卫星平台；其中“村村通”后来转移到2008年发射的中星九号平台，而中国教育电视台（1、2、4套，其中1套在中星6B通信卫星也有传输）、中央人民广播电台及中国国际广播电台全部广播（在中星6B通信卫星也有传输）、中国的远程教育广播及境外电视平台仍继续使用亚太六号进行传输。